# 일라이자 테일러
일라이자 테일러(영어: Eliza Taylor, 1989년 10월 24일 ~ )는 오스트레일리아의 배우이다. CW 드라마 《원 헌드레드》(2014-20)의 주인공 클라크 그리핀 역으로 유명하다.

## 출연 작품

### 영화
- 6 Plots (2012)
- 패트릭 (2013)
- 노벰버 맨 (2014)
- Thumper (2017)
- 크리스마스 인 스노우 (2017, Christmas Inheritance)

### 텔레비전
- 보물섬 (2003, Pirate Islands)
- 원 헌드레드 (2014-20)